# 르 몽드
르 몽드(프랑스어: Le Monde, ‘The World’)는 프랑스 파리에서 발행되는 세계적으로 유명한 일간 신문이며 진보적인 언론으로 알려져 있다.

## 역사
르 몽드는 나치 독일의 점령으로부터 해방된 1944년에 드골 장군이 이끄는 새 정부의 명령에 따라 12월 18일에 창간되었다. 창업자는 위베르 뵈브메리이다.
만화와 그림은 싣지않으며, 타블로이드 판이다. 일간이며 발행 부수가 51만부이다. 편집장은 장마리 콜롱바니(Jean-Marie Colombani)이다. 모든 권력으로부터의 독립을 표방하는 이 신문은 창간 초기부터 국내외 뉴스를 깊이 있게 분석, 보도해 정확성과 독립성을 인정받았다. 또한 교정교열을 엄격하게 하여 오탈자가 없다는 평가를 받는 편집으로도 유명하다.
그러나, 2006년 이슬람 국가로부터 비판을 받았다. 그 이유는 이슬람에서 존경하는 예언자인 무함마드의 모습을 풍자한 만화를 그린 내용을 실어서라고 알려져 있는데,이로 인해 팔레스타인 측에서는 유럽 대사관을 점거하기도 하였다.
| 년        | 2001    | 2002    | 2003    | 2004    | 2005    | 2006    | 2007    |
| --------- | ------- | ------- | ------- | ------- | ------- | ------- | ------- |
| 팔린 매수 | 405,983 | 407,085 | 389,249 | 371,803 | 360,610 | 350,039 | 320,583 |

## 같이 보기
- 르 몽드 디플로마티크 - 르 몽드의 자회사 중 하나로 한국판이 존재한다. 편집장은 홍세화이다.
- 리베라시옹